# Las Golondrinas (Chubut)
Paraje Las Golondrinas (conocida simplemente como Las Golondrinas) es una localidad y zona rural argentina ubicada en el Departamento Cushamen, provincia del Chubut. Se encuentra a 5 km del límite con la provincia del Río Negro, al norte de Lago Puelo y al sur de El Bolsón, sobre la Ruta Nacional 40 y en la ladera del Cerro Piltriquitrón.
La zona, al pertenecer a la Comarca andina del Paralelo 42, es un lugar turístico que posee campings, hosterías y hoteles y donde existen chacras donde se cultivan verduras y frutas finas y se producen mermeladas. El sitio posee una altura de 718 metros sobre el nivel del mar y una superficie de 33 800 ha.
Pertenece a la municipalidad de Lago Puelo y su nombre relata a la marca de máquinas agrícolas para trillar trigo "Golondrina", que estaba muy difundida su venta a principios del siglo XX. En la escuela del paraje, fundada hace más de 100 años, se enseña que en aquella época en la colonia agrícola se sembraba y cosechaba trigo, y que fue en este paraje donde funcionó la primera máquina de todo el Valle Nuevo. El paraje, está comprendido dentro del área de influencia de las brigadas de lucha contra incendios de la Provincia del Chubut.
La localidad cuenta con los servicios de electricidad, televisión y telefonía.

## Población
El paraje posee unos 757 habitantes (2011) y una densidad promedio de 5 a 7 viviendas por ha.

## Ecología
El 2 de octubre de 2015, el Concejo Deliberante de Lago Puelo creó por ordenanza el Área Protegida de los Mallines Altos de Las Golondrinas, lugar que es la fuente de abastecimiento de agua potable del paraje. La ordenanza nació gracias a una entidad ecologista local.